# Mihaela Melinte
Mihaela Melinte (n. 27 martie 1975, Bacău, România) este o fostă aruncătoare de ciocan română.

## Biografie
Mihaela Melinte s-a apucat de atletism la vârsta de 11 ani. Ea a fost multiplă campioană națională și deține recordul național, 76,07 m. A fost campioană mondială din 1998 și europeană din 1998. În perioada 1994-1999 a stabilit opt recorduri mondiale. Nu a participat niciodată la Jocurile Olimpice pentru că în 2000 a fost depistată pozitiv. Apoi a ocupat locul 6 la Campionatul Mondial din 2003 și locul 10 la Campionatul Mondial din 2005.
Maestră a sportului (1995) și Maestră Emerită  a Sportului (1999). În 2000 a fost decorată cu Medalia Națională „Serviciul Credincios” clasa a III-a.
După retragere sa din activitate ea a devenit antrenor și i-a pregătit pe Alexandru Novac, aruncător de suliță, și pe Bianca Ghelber, campioana europeană din 2022 la aruncarea ciocanului.

## Realizări
| An   | Competiție                               | Locație                   | Loc | Note    |
| ---- | ---------------------------------------- | ------------------------- | --- | ------- |
| 1997 | Universiada                              | Catania, Italia           | 1   | 69,84 m |
| 1997 | Campionatul European de Tineret (sub 23) | Turku, Finlanda           | 1   | 70,26 m |
| 1998 | Campionatul European                     | Budapesta, Ungaria        | 1   | 71,17 m |
| 1999 | Universiada                              | Palma de Mallorca, Spania | 1   | 74,24 m |
| 1999 | Campionatul Mondial                      | Sevilla, Spania           | 1   | 75,20 m |
| 2003 | Campionatul Mondial                      | Paris, Franța             | 6   | 68,69 m |
| 2005 | Campionatul Mondial                      | Helsinki, Finlanda        | 10  | 64,31 m |
| 2006 | Campionatul European                     | Göteborg, Suedia          | 20  | 63,96 m |
| 2007 | Campionatul Mondial                      | Osaka, Japonia            | 33  | 62,40 m |

## Recorduri personale
| Probă                | Performanță | Dată           | Locație   |
| -------------------- | ----------- | -------------- | --------- |
| Aruncarea ciocanului | 76,07 m RN  | 29 august 1999 | Rüdlingen |